# アバディーン空港
アバディーン国際空港（アバディーンこくさいくうこう、英語：Aberdeen International Airport）はスコットランド・アバディーンの中心部から約9km離れたダイスにある空港。グラスゴー、サウサンプトン空港同様、所有・運営はヒースロー・エアポート・ホールディングスが行っている。